# モルナーゴ
モルナーゴ（伊: Mornago）は、イタリア共和国ロンバルディア州ヴァレーゼ県にある、人口約4,900人の基礎自治体（コムーネ）。

## 地理

### 位置・広がり

#### 隣接コムーネ
隣接するコムーネは以下の通り。
- アルサーゴ・セプリオ
- ベズナーテ
- カザーレ・リッタ
- クロージオ・デッラ・ヴァッレ
- スミラーゴ
- ヴェルジャーテ

### 地震分類
イタリアの地震リスク階級 (it) では、4 に分類される
。

## 行政

### 分離集落
モルナーゴには、以下の分離集落（フラツィオーネ）がある。
- Crugnola, Montonate, Vinago

## 姉妹都市
- Naxxar、マルタ